# Menlo (Géorgie)
Pour les articles homonymes, voir Menlo.
Menlo est une ville américaine située dans le comté de Chattooga, en Géorgie. Selon le recensement de 2020, sa population est de 480 habitants.